# بوژنچینو (استان پومرانی)
بوژنچینو (به لهستانی:  Borzęcino) یک روستا در لهستان است که در گمینا دنبنگتسا کاشوبسکا واقع شده‌است. بوژنچینو ۳۸۴ نفر جمعیت دارد.